# 怪奇孤兒院 (電影)
《怪奇孤兒院》（英語：Miss Peregrine's Home for Peculiar Children）是一部於2016年上映的黑暗奇幻電影，由提姆·波頓執導，珍·古德曼編劇，劇情改編自蘭森·瑞格斯的2011年同名小說。該片由伊娃·葛林、阿薩·巴特菲爾德、克里斯·奧多德、艾莉森·珍妮、魯伯特·艾瑞特、泰倫斯·史丹普、艾拉·珀內爾與茱蒂·丹契以及山繆·傑克森等人主演，劇情講述傑克·波曼與孤兒院的「怪奇者」們一同對抗以拜倫先生為首的噬魂怪。
電影於2015年2月在倫敦及坦帕灣地區正式開拍。2016年9月25日於德克薩斯州奧斯汀的奇幻電影節上舉行首映，二十世紀福斯訂定在2016年9月30日於美國上映。電影的全球票房為2.96億美元，對比製作預算的1.1億美元來說表現普通。

## 劇情
亞伯拉罕·波曼從小就跟孫子雅各講述他在第二次世界大戰期間在威爾士「裴利隼小姐特別兒童之家」的故事。他們的女院長——阿爾瑪·拉菲·裴利隼小姐擁有超自然的能力，能變身成為一隻游隼。即使亞伯拉罕的兒子、雅各的父親認為那是極其荒唐的事，但雅各小時候對爺爺所說的深信不疑，因此遭到同學們的嘲笑，不過雅各仍相信爺爺的故事，只是沒有得到證實。在雅各16歲那年，他接到爺爺的來電，他跟朋友趕到爺爺的家，卻發現爺爺神秘地死亡，眼睛被挖去。爺爺死前告訴傑克要記著1943年9月3日這個日期。
由於經歷爺爺的死亡，雅各去見精神科戈蘭醫生，雅各給她看過裴利隼小姐給爺爺的信，戈蘭醫生也贊成雅各與父親到凱恩霍爾姆，無論是當作旅行散心，還是證實爺爺所說的也好。傑克獨個兒去證實爺爺所言，卻發現兒童之家在1943年9月3日被德國空軍空襲被毀，周圍已是頹垣敗瓦。當傑克深入到房子內部，兒童之家的孩子紛紛出來迎接他，讓他感到吃驚。孩子們帶他穿過一個洞穴來到1943年，在那個時候整個兒童之家的房子還完好無缺。
裴利隼小姐來到歡迎他，並介紹兒童之家的孩子讓他認識，包括力大無窮的小女孩布朗溫、後腦有一張嘴的女孩克萊兒·登斯莫爾、能操縱火（自己發出）的女孩奧莉芙、能操控植物生長的女孩費歐娜、可賦予黏土偶生命並能控制它的伊諾、眼睛可當作投影機播放夢境（預知未來）的男孩霍瑞斯、體內有蜜蜂的男孩阿修、透明男孩米勒、必須穿特製鉛鞋來防止自己飄走的女孩艾瑪，這個女孩深深吸引了傑克、雙雙露出蒙面下的臉就能讓對方石化的雙胞胎和布朗溫已故的哥哥維克多，共12名小孩。裴利隼小姐亦向他解釋她是屬於一種雌性游隼，名為時鳥，她可以從人類變成時鳥。她有操縱時間的異能，所以為了避免受到隱形怪物的迫害，她為自己和兒童之家的孩子創造了一個時間循環，日期設定為1943年9月3日，這意味著他們每天都重覆生活著，不會長大、不會變老、不會有歲月變化的痕跡。在兒童之家，雅各還知道了隱形怪物的存在，人人都看不見它們，唯獨自己才能看得到，雅各才知道自己也是特別的，就像他爺爺那樣。那些隱形怪物是源自一個失敗的實驗，它們需要依賴食用怪奇者的眼球恢復成人類的外貌。
後來雅各受到拜倫先生的挾持，裴利隼小姐被迫和雅各交換。然而拜倫要用他所綁架來的時鳥再進行另一次的實驗。接著噬魂怪入侵，時間循環到大屋被炸毀的一刻，德軍投下的炸彈殺死了噬魂怪。時間循環關閉，孩子們和雅各則前往位於黑潭的時間循環營救裴利隼小姐。
在黑潭的時間循環失效之際，孩子們回到了1943年，而雅各跟孩子們道別，回到現代世界，他回到佛羅里達州找他的爺爺，爺爺並沒有死，拜倫已在2016年死亡，因此抹去了他殺害亞伯拉罕的歷史。雅各向他講述這個冒險歷程，亞伯拉罕給雅各一個時間循環的地圖，好讓他與朋友們以及艾瑪團聚。而化身為游隼的裴利隼小姐，跟著孩子們的船，目標是尋找下一個時間循環。

## 角色

### 孤兒院的成年人
- 伊娃·葛林飾演艾瑪·李費·裴利隼女士，孤兒院的女院長，擁有變成游隼及操控時間的能力。女演員米莎·巴頓、露西·黑爾與艾莉森·蘇朵皆曾是飾演該角的人選[6]。

- 茱蒂·丹契飾演艾斯梅拉達·阿沃賽女士，孤兒院的主管，在拜倫先生的追隨者入侵她的時間循環與殺害她的孩童時，她協助裴利隼小姐逃走。她跟裴利隼女士一樣，擁有變成游隼的能力，並且能操縱時間。

- 泰倫斯·史丹普（英语：Terence Stamp）飾演亞伯拉罕·波曼，傑克的祖父，能看見噬魂怪。年輕時的亞伯拉罕·波曼由卡勒姆·威爾遜飾演[7]。

### 孤兒院的兒童
- 阿薩·巴特菲爾德飾演雅各·「傑克」·波曼，16歲的美國少年，意外造訪了怪奇孤兒院。有看見噬魂怪的能力（小說後期可操控）。6歲及10歲的傑克分別由艾登·福拉爾斯與尼古拉斯·奧特里飾演。

- 皮格茜·戴維斯飾演布朗溫·邦特利[8]，力大無窮的女孩。

- 拉法埃拉·查普曼飾演克萊兒·登斯莫爾[8]，後腦杓長著一張嘴的女孩。

- 艾拉·珀內爾飾演艾瑪.布倫[8]，比空氣輕，必須穿特製鉛鞋來防止自己飄走的女孩。曾和亞伯有一段戀情，現與雅各交往中。

- 芬利·麥克米蘭飾演伊諾·歐康納[8]，擁有賦予人偶生命並控制人偶的能力的男孩。

- 喬治亞·彭伯頓飾演費歐娜·弗勞恩費爾德[8]，能操縱植物生長的女孩。

- 海登·基勒-史東飾演霍瑞斯.歐伯頓[8]，可以以夢預知未來的男孩。

- 米洛·帕克（英语：Milo Parker）飾演阿修·亞皮斯頓[8]，體內有蜜蜂並可以操控它們的男孩。

- 卡梅隆·金飾演米勒·馬林斯[8]，透明男孩。

- 蘿倫·麥克羅斯蒂飾演奧麗芙·阿波羅荷斯·埃萊潘塔[8]，能以手發出火的女孩。

- 湯瑪斯·奧多沃與約瑟夫·奧多沃飾演雙胞胎男孩，若雙雙現出蒙面下的臉，可讓對方看後石化。

- 路易·戴維森飾演維克多·邦特利[8]，布朗溫已故的哥哥。

### 噬魂怪
- 山繆·傑克森飾演拜倫先生，噬魂怪領導者，擁有改變外表的能力。

- 艾莉森·珍妮飾演南西·戈蘭，拜倫先生偽裝成心理醫生的外表。

- 魯伯特·艾瑞特飾演約翰·利蒙，拜倫先生偽裝成鳥類學家的外表。

- 傑克·布雷迪飾演克拉克先生，噬魂怪之一，能力不詳。

- 菲利普·菲爾馬爾飾演阿徹先生，噬魂怪之一，能力不詳。

- 史考特·漢迪飾演格里森先生，噬魂怪之一，擁有冰凍的能力。

- 海倫·戴飾演愛德華女士，噬魂怪之一，擁有獸化的能力。

### 其他
- 克里斯·奧多德飾演富蘭克林·「法蘭克」·波曼，傑克的愛爾蘭父親[9]。

- 金·迪肯斯飾演波曼太太，傑克的母親。

## 製作
2011年5月，二十世紀福斯買下了蘭森·瑞格斯小說（2011年）的電影改編權。11月，Deadline.com報導，提姆·波頓正在為出任導演一事進行協商，並將挑選一名編劇來編寫該片的劇本。12月2日，珍·古德曼受聘將該小說改編成劇本。2014年7月28日，伊娃·葛林簽約飾演裴利隼女士。9月24日，有消息指出，波頓看上了演員阿薩·巴特菲爾德，但還未公開其角色。11月5日，據報導，巴特菲爾德與艾拉·珀內爾得到了出演該片的機會，前者將飾演男主角，而後者正在與片商進行最後階段的會談。2015年2月6日，山繆·傑克森加盟飾演拜倫先生。同時，巴特菲爾德正式簽約加入主演行列。泰倫斯·史丹普、克里斯·奧多德、魯伯特·艾瑞特、金·迪肯斯與茱蒂·丹契於3月12日簽約參演該片。
該片曾打算於2014年8月在倫敦拍攝。2015年2月17日，《坦帕灣時報》透露，電影部分的場景可能將在倫敦拍攝。主要拍攝始於2015年2月24日，地點位在坦帕灣地區。該片也將在佛羅里達州的希爾斯波羅縣與皮尼拉斯縣進行持續兩週的拍攝。《怪奇孤兒院》為提姆·波頓第二部在坦帕灣地區拍攝的電影，第一部為於1989年拍攝的《剪刀手愛德華》。後來劇組移至英國的康沃爾郡和黑潭。孤兒院在比利時安特衛普的一棟哥德式房屋取景，而部分內景則在倫敦的攝影棚拍攝。黑潭的橋段在英國的一座古老露天圓形競技場拍攝，劇組花費了5個星期的時間拍完該橋段。劇組亦有在黑潭的北碼頭拍攝。在拍攝裴利隼女士將時間倒轉的場景時，劇組使用縮時攝影，加上一個能模擬太陽的移動的照明裝置來呈現該場景。在該場景中，劇組也用到了反向攝影，來呈現雨水倒轉的效果。片中的骷髏參考自雷·哈利豪森創作的骷髏。

## 音樂
該片的配樂由麥克·海厄姆與馬修·馬傑森譜寫。兩人表示，提姆·波頓強調音樂要簡單且感動人心，不要太雜亂及太氣勢磅礡。

## 發行
《怪奇孤兒院》原定於2015年7月31日在美國上映。2014年8月，上映日延至2016年，因電影於2015年2月才開拍，所以沒辦法如期在2015年7月上映。上映日改為2016年12月25日。最後提前至2016年9月30日上映。台灣時間2016年9月27日上映。

### 評價
《怪奇孤兒院》獲得褒貶不一。爛番茄根據231篇評論，新鮮度64%，平均得分6／10。Metacritic獲得57分，好壞評價各半參雜。

### 票房
《怪奇孤兒院》在美國於2016年9月30日上映，這會與同時上映的《笨賊樂盜家》和《怒火地平線》共同競爭：《怪奇孤兒院》預計能在首週末從三千五百二十間戲院中獲得2500萬至3000萬美元的票房。美國首映週末獲得2850萬美元的票房，位居冠軍；《綜藝》認為，對於高預算的電影來說表現普通。
| 上一届： 《絕地7騎士》            | 2016年美國週末票房冠軍 第40週    | 下一届： 《列車上的女孩》 |
| 上一届： 《薩利機長：哈德遜奇蹟》 | 2016年台北週末票房冠軍 第40週    | 下一届： 《怒火地平線》   |
| 上一届： 《薩利機長：迫降奇蹟》   | 2016年香港一週票房冠軍 第39-40週 | 下一届： 《暗算》         |

## 外部連結
- 怪奇孤兒院
- 互联网电影数据库（IMDb）上《怪奇孤兒院》的资料（英文）
- Box Office Mojo上《怪奇孤兒院》的資料（英文）
- 爛番茄上《怪奇孤兒院》的資料（英文）
- Metacritic上《怪奇孤兒院》的資料（英文）
- AllMovie上《怪奇孤兒院》的资料（英文）
- 開眼電影網上《怪奇孤兒院》的資料（繁體中文）
- 时光网上《怪奇孤兒院》的資料（简体中文）
- 豆瓣电影上《佩小姐的奇幻城堡》的資料 （简体中文）